# Joan Sanpera i Torras

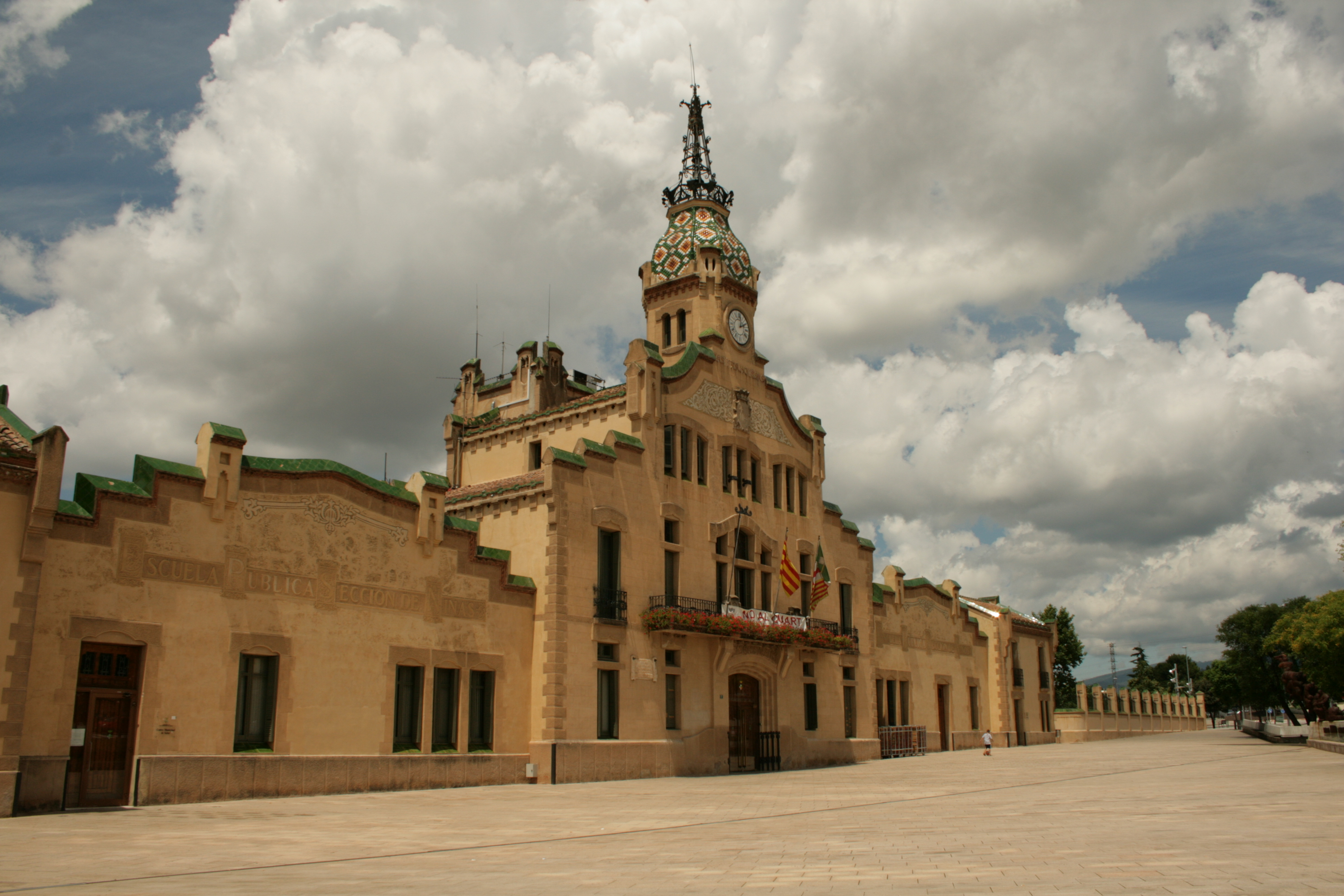
Edifici de les Cases consistorials i antigues escoles de les Franqueses del Vallès, pagat per Joan Sanpera i Torras

Joan Sanpera i Torras   (Granollers, 4 de setembre de 1840 - 9 de setembre de 1914) fou un comerciant i mecenes català.

## Biografia
Va néixer al barri del Lledoner –avui Granollers, però en aquella època pertanyia al poble de Corró d'Avall, al municipi de les Franqueses del Vallès-. Tres anys després el seu pare es va morir. Amb 18 anys se'n va anar a Barcelona i va treballar com a ajudant d'adroguer. Allà es va casar amb Josepa Rodés Ruiz, amb qui va tenir dues filles i un fill. Va fer una gran fortuna amb la importació de productes colonials: sucre, cacau, rom… Va construir una fàbrica de sucre a Saragossa i va comprar finques per tot Catalunya. Va destinar una part dels seus diners a obres de mecenatge: va pagar les reformes de l'antiga església de Santa Eulàlia de Corró d'Avall (desapareguda després de la Guerra Civil), a la nova capella de l'església de Santa Maria de Llerona, a la construcció d'un escorxador –avui escola municipal de música– i al nou edifici de l'ajuntament, d'estil modernista, amb dues escoles i habitatges per als mestres, obra de l'arquitecte Albert Juan i Torner i principal monument del municipi.
La construcció de l'Ajuntament va costar més de 300.000 pessetes i va durar uns quatre anys, i, en agraïment, se li va concedir el títol de marquès de les Franqueses.
Avui l'escola més antiga de les Franqueses porta el seu nom.